# TMS Software
TMS Software — американский разработчик программного обеспечения, наиболее известный своей библиотекой компонентов Ribbon.

## Деятельность
Компания основана в 1995 году и на сегодняшний день имеет ряд филиалов в Германии, Бразилии, Франции, Испании и Нидерландах. Главным направлением компании TMS Software является разработка условно бесплатной библиотеки компонентов для создания средств быстрой разработки программных продуктов.
Библиотека компонентов для создания пользовательских интерфейсов, которая служит, в основном, для оформительного характера, рассчитана на различные платформы, в числе которых Delphi, C++Builder, C#, Kylix, Microsoft Visual Studio и Microsoft WebMatrix. Подобные компоненты призваны обеспечить современный вид графических приложений и предложить пользователям более удобный и гибкий приём работы по сравнению со стандартными компонентами, которые поставляются в средствах разработки корпораций Microsoft или Borland.
Разработка компонентов рассчитана на управление Windows API и .NET, VCL, CLX, Windows Mobile, Silverlight и Excel, IntraWeb, PocketPC, ASP.NET, WPF, Mac OS X.
Помимо продажи собственнического программного обеспечения, TMS Software предлагает широкий спектр консалтинговых и пользовательских услуг по созданию компонентов на заказ или доработки уже существующих библиотек, как для частных лиц и независимых программистов, так и компаний и команд разработчиков.

## Партнёры
Партнёрами TMS Software являются такие компании, как Microsoft, Embarcadero Technologies, Atozed Software и многие другие.